# Старый Буян
Старый Буян — село в Красноярском районе Самарской области. Входит в сельское поселение Светлое Поле.

## История
Село знаменито прежде всего тем, что в ноябре 1905 года, во время Первой Русской революции, в селе в течение двух недель действовала Старобуянская республика.

## География
Расположено в месте впадения реки Буян в Кондурчу, в 45 км к северу от Самары и в 60 км к востоку от Тольятти.
Абсолютная высота составляет 44 метра над уровнем моря.

## Население
| 2010 |
| ---- |
| 809  |

Национальный состав
Согласно результатам переписи 2002 года, численность населения составляла 668 человек, из них 81 % — русские.

## Инфраструктура
Сельский дом культуры, кирпичное здание возвели в 1960-х гг. Есть хоккейная площадка.
Проведена телефонная связь, электричество.

## Культура
Недалеко от села с 2017 года проводится ежегодный Международный этно-исторический фестиваль «Русь. Эпоха объединения»

## Транспорт
Через село проходит автодорога Самара — Ульяновск (также на Казань).